# Göteborgs IF
Le Göteborgs IF est un ancien club suédois de football basé à Göteborg.
Il est sacré champion de Suède en 1903 en remportant la finale de la Svenska Mästerskapet contre le Göteborgs FF sur le score de 5 buts à 2.